# Боргето ди Борбера
Боргето ди Борбера (итал. Borghetto di Borbera) је насеље у Италији у округу Алесандрија, региону Пијемонт.
Према процени из 2011. у насељу је живело 866 становника. Насеље се налази на надморској висини од 289 м.

## Становништво
| 1931. | 1936. | 1951. | 1961. | 1971. | 1981. | 1991. | 2001. | 2011. |
| ----- | ----- | ----- | ----- | ----- | ----- | ----- | ----- | ----- |
| 2.473 | 2.412 | 2.127 | 1.908 | 1.825 | 1.873 | 1.793 | 1.963 | 1.991 |